# سارجنت (مینه‌سوتا)
سارجنت، مینه‌سوتا (به انگلیسی: Sargeant, Minnesota) یک شهر در ایالات متحده آمریکا است که در شهرستان مور، مینه‌سوتا واقع شده‌است.

## خصوصیات
سارجنت ۲٫۱۵ کیلومترمربع مساحت و ۶۱ نفر جمعیت دارد و ۴۲۴ متر بالاتر از سطح دریا واقع شده‌است.